# Manuella Kalili
Manuella Kalili (Honolulu, 2 novembre 1912 – Honolulu, 14 settembre 1969) è stato un nuotatore statunitense.
Specializzato nello stile libero ha vinto la medaglia d'argento nella staffetta 4x200 m sl alle Olimpiadi di Los Angeles 1932, insieme a suo fratello maggiore Maiola Kalili.

## Palmarès
- Olimpiadi

Los Angeles 1932: argento nella staffetta 4x200 m sl.